# Ургуда (река)
Ургуда — река в России, протекает в Республике Татарстан. Левый приток реки Мензеля.

## География
Река берёт начало у села Казиле. Течёт на восток. На реке расположено одноимённое село Ургуда. У села Кузембетьево река Ургуда принимает воды своего левого притока, реки Брылык. Устье реки Ургуда находится в 40 км по левому берегу реки Мензеля. Длина реки составляет 32 км, площадь водосборного бассейна 279 км².

## Данные водного реестра
По данным государственного водного реестра России относится к Камскому бассейновому округу, водохозяйственный участок реки — Ик от истока и до устья, речной подбассейн реки — бассейны притоков Камы до впадения Белой. Речной бассейн реки — Кама.